# Йойак

Йойак (тайск. ยักษ์, йак - РАКШАС) — йо, 34-я буква тайского алфавита. В тайском слоге йойак может выступать как инициаль, как гласный звук в дифтонге и как финаль. В качестве инициали относится к аксонтамдиау (нижний класс, одиночные), как гласный звук встречается в дифтонгах «ИА» ( сара ИА ) и имеет название твайо, как финаль относится к матре мекый (финаль «Й»). 
Слова, начинающиеся на йойак 2-го и 5-го тона, обозначаются с помощью нечитаемой предписной буквы хонам, поэтому в словаре располагаются в разделе буквы хохип.
В сингальском пали соответствует букве йаянна, в бирманском пали соответствует букве япеле. В лаосском алфавите проецируется на буквы ньоньюнг (комар) и йойа (лекарство).

## Твайо
- เอียะ , เอีย — короткий и длинный дифтонги «иа» (сара иа).